# رودي مولر
رودي مولر (بالفرنسية: Rudy Muller)‏ (مواليد 23 فبراير 1942) هو سبّاح لوكسمبورغي، مثّل بلاده في الألعاب الأولمبية الصيفية 1960.

## روابط خارجية
رودي مولر على موقع أوليمبيديا (الإنجليزية)